# Vuvuzela
Vuvuzela, tudi lepatata ali stadionski rog, je trobilo, ki meri v dolžino približno 1 meter. Uporaba tega glasbila je najbolj razširjena med športnimi navijači, posebno pri nogometnih tekmah v Južni Afriki.  Izvajanje na vuvuzelo zahteva precej moči ustnic in pljuč. Instrument proizvaja glasni in monotoni ton B♭. Podobno glasbilo, imenovano corneta (v Braziliji in drugih Latinsko Ameriških državah), uporabljajo nogometni navijači v Južni Ameriki.  Glasnost vuvuzele, izmerjena ob cevi, je 131 dB, pri 2-metrski oddaljenosti pa 113 dB, kar sta nevarno visoki vrednosti za nezaščitena ušesa. 
Izvor termina vuvuzela ni znan, prav tako ni znan njen izumitelj.